# Lisa-Loup et le Conteur
Lisa-Loup et le Conteur est le premier livre et conte philosophique écrit et illustré par Mylène Farmer, publié en 2003 par les Éditions Anne Carrière. Ce livre est destiné à un public adulte essentiellement.

## Synopsis
L’histoire présente Lisa, une jeune fille qui se retrouve seule à la suite du décès de sa grand-mère. Elle devient amie avec Loup, un personnage né de son imagination « sorti de dessous le lit », avec qui elle va découvrir la littérature, faire des rencontres et surtout faire connaissance avec une certaine dureté de la vie.

## Contexte
La nièce de Mylène Farmer, dont elle a lancé la carrière musicale durant l’été 2008, se prénomme Lisa, et son grand frère, mort dans un accident de voiture en 1996, se prénommait Jean-Loup. Le livre fut un énorme succès à sa sortie, il se serait vendu à 100 000 exemplaires.